# Јована Глигоријевић
Јована Глигоријевић (Крагујевац, 1983.) српска је новинарка, уредница, телевизијска водитељка и медијска едукаторка.
Живи у Београду, а ради широм Балкана. Пише за недељник Време, водила је емисију Табу на телевизији Инсајдер и суоснивачица је мреже Новинарке против насиља. 
Запажен је њен рад у области извештавања о менталном здрављу и насиљу према женама.  
Има брата Лазара.

## Биографија
Рођена је у Крагујевцу 1983. године. Завршила је Прву крагујевачку гимназију. Апсолвирала је филозофију на Филозофском факултету у Београду.
На првој години студија почиње сарадњу са недељником Време, где је од 2014. до 2022. била помоћница главног уредника. 
Једна је од оснивачица групе Новинарке против насиља према женама, коју је 2017, године коосновала на иницијативу Фонда Б92 и УНДП.
Од 2019. do 2021. године била је главна и одговорна уредница портала Вугл, који је недељник Време лансирао да би подмладио публику.
Ради као медијска едукаторка и консултанткиња при Дојче Веле академији и Британском савету. 
Ауторка је Смерница за етичко извештавање о родно заснованом насиљу и Приручника за медијску писменост за наставнике у издању Асоцијације медија.

## Награде
- 2015. прву Годишњу медијску награду за толеранцију коју од тада додељује Повереник за равноправност, за текст ”И држава силује, зар не?”.[12]
- 2018. награду за одговорно извештавање и подизање свести о значају и поштовању људских права које додељује Кућа људских права[13]
- 2021. награду за етичко извештавање о менталном здрављу коју додељује Институт за јавно здравље Војводине[14]
- 2022. Добила је награду за истраживачко новинарство ”Дејан Анастасијевић” за текст ”Завера ћутања која је дуго трајала” о сексуалном насиљу у Истраживачкој станици Петница[15].